# Aksi
Aksi (conosciuta anche come Väike-Prangli o Äksi) è una piccola isola estone situata nel Golfo di Finlandia. Forma un arcipelago con le vicine isole di Prangli e Keri. Dal punto di vista amministrativo, Aksi appartiene al villaggio di Idaotsa, nella contea di Harjumaa.
Aksi è parte della Riserva Naturale di Prangli ed è caratterizzata da una costa settentrionale rocciosa e da una costa meridionale sabbiosa con ginepri e betulle.
L'isola è stata abitata dal 1790 al 1953, quando l'ultimo abitante venne obbligato ad andarsene dalla guardia di frontiera sovietica. Molti abitanti di Aksi, nel 1944, si trasferirono nella vicina Svezia.
Sull'isola è presente un faro costruito nel 1986.